# Amirafra
Amirafra is een geslacht van zangvogels uit de familie Alaudidae (leeuweriken). De vogels in dit geslacht waren eerder geplaatst in het geslacht Mirafra.

## Soorten
Het geslacht kent de volgende soorten:
- Amirafra collaris  – Befleeuwerik
- Amirafra angolensis  – Angolaleeuwerik
- Amirafra rufocinnamomea  – Ratelleeuwerik